# Alaska Route 2
Alaska Route 2 är en landsväg i de centrala och östcentrala delarna av den amerikanska delstaten Alaska. Den går från Manley Hot Springs via Fairbanks till Yukon, och inkluderar hela Alaska Highways sträckning.

## Vägbeskrivning
Alaska Route 2 börjar vid en återvändsväg nära Tanana River vid Manley Hot Springs, där Elliott Highway startar. Fram till korsningen med Dalton Highway (Alaska Route 11) vid Livengood, är vägen en mindre väg som enbart används för lokal framkomlighet. Efter korsningen fungerar den som matarled till Dalton Highway. Vid korsningen med Alaska Route 6 (Steese Highway) vid Fox, slutar Elliot Highway och vägen följer Steese Highway söder in i Fairbanks. Steese Highway övergår i Richardson Highway vid Airport Way, Parks Highways tidigare sträckning. Vägen lämnar sedan Fairbanks och fortsätter i sydöstlig riktning. I Delta Junction vid Alaska Highways nordvästra ände, lämnar väg 2 Richardson Highway och övergår i Alaska Highway, medan Richardson Highway övergår i Alaska Route 4. Efter att ha passerat Tok Cut-Off Highway vid Tok och Taylor Highway, övergår vägen i Yukon Highway 1 vid den kanadensiska gränsen.
Väg 2 är öster om Fairbanks en oskyltad del av Interstate Highway System. Den fullständiga längden av Interstate A-2 följer väg 2 från Parks Highways (Interstate A-4) korsning i Fairbanks till Tok, varifrån väg två motsvarar Interstate A-1 bort till gränsen mot Kanada. Endast en kort bit av Richardson Highway inne i Fairbanks håller dock motorvägsstandard.

## Planer
En förlängning av vägen till Nome vid Alaskas västkust har diskuterats sedan 2009. Förlängningen skulle bli ungefär 800 km lång och kosta 2-3 miljarder dollar. Innan vägen är byggd finns ingen väg till samhällen väster om Manley Hot Springs, utan personer, post och dagligvaror fraktas med flyg, och tyngre varor såsom bränsle, bilar, maskiner med mera med båtar, dock endast på sommaren. År 2016 byggdes dock en 56 km lång väg västerut till Tanana (dock till fel sida floden), och som i brist på pengar byggdes med låg standard, och därför räknas som lokalväg, inte Alaskaväg 2. Någon ytterligare förlängning planeras inte.